# Synonchiella truncata
Synonchiella truncata är en rundmaskart som beskrevs av Nathan Augustus Cobb 1933. Synonchiella truncata ingår i släktet Synonchiella och familjen Selachinematidae. Inga underarter finns listade i Catalogue of Life.